# Lista de episódios de Fish Hooks
Segue abaixo, a lista de episódios da série Fish Hooks.

## Episódios
| Temporada | Temporada | Episódios | Exibição Original     | Exibição Original   | Exibição no Brasil     | Exibição no Brasil     | Exibição em Portugal   | Exibição em Portugal   |
| Temporada | Temporada | Episódios | Estreia de temporada  | Final de temporada  | Estreia de temporada   | Final de temporada     | Estreia de temporada   | Final de temporada     |
| --------- | --------- | --------- | --------------------- | ------------------- | ---------------------- | ---------------------- | ---------------------- | ---------------------- |
|           | 1         | 41        | 3 de setembro de 2010 | 21 de março de 2011 | 7 de setembro de 2010  | 18 de novembro de 2011 | 30 de dezembro de 2010 | 26 de dezembro de 2011 |
|           | 2         | 41        | 4 de novembro de 2011 | 17 de maio de 2013  | 6 de fevereiro de 2012 | 5 de julho de 2013     | 7 de abril de 2012     | 3 de janeiro de 2014   |
|           | 3         | 28        | 7 de junho de 2013    | 4 de abril de 2014  | 7 de outubro de 2013   | 28 de julho de 2014    | 1 de setembro de 2014  | por anunciar           |

## 1.ª Temporada: 2010-2011
| #  | Títulos                                                              | Estreias                                                             | Código de produção | Audiência E.U.A. em milhões |
| -- | -------------------------------------------------------------------- | -------------------------------------------------------------------- | ------------------ | --------------------------- |
| 1  | "Boni Tá bem na Foto" "Bea Stays in the Picture"                     | 3 de setembro de 2010 7 de setembro de 2010 30 de dezembro de 2010   | 101                | 4,8                         |
| 2  | "Festa do Pijama" "Fish Sleepover Party"                             | 24 de setembro de 2010 6 de dezembro de 2010 25 de fevereiro de 2011 | 102                | 3,0                         |
| 3  | "Peixe fora d`Água" "Fish Out of Water"                              | 24 de setembro de 2010 7 de dezembro de 2010 25 de fevereiro de 2011 | 103                | 3,0                         |
| 4  | "Dora floris bela" "Doris Flores Gorgeous"                           | 1 de outubro de 2010 8 de dezembro de 2010 4 de março de 2011        | 104                | 3,9                         |
| 5  | "Garoto D`Água" "Underwater Boy"                                     | 1 de outubro de 2010 9 de dezembro de 2010 4 de março de 2011        | 105                | 3,9                         |
| 6  | "Feliz Anipeixario João polvão" "Happy Birthfish, Jocktopus"         | 8 de outubro de 2010 10 de dezembro de 2010 11 de março de 2011      | 106                | N/A                         |
| 7  | "Boni vira um peixe adulto" "Boni Becomes an Adult Fish"             | 15 de outubro de 2010 11 de dezembro de 2010 18 de março de 2011     | 107                | 2,6                         |
| 8  | "Meu Cãozinho" "Doggonit"                                            | 22 de outubro de 2010 13 de dezembro de 2010 15 de abril de 2011     | 108                | 2,6                         |
| 9  | "Rainha Boni" "Queen Bea"                                            | 29 de outubro de 2010 14 de dezembro de 2010 18 de junho de 2011     | 109                | N/A                         |
| 10 | "Peixe Reprovado" "Fail Fish"                                        | 5 de novembro de 2010 15 de dezembro de 2010 29 de abril de 2011     | 110                | N/A                         |
| 11 | "Peixe engraçado" "Funny Fish"                                       | 27 de novembro de 2010 16 de dezembro de 2010 6 de maio de 2011      | 111                | N/A                         |
| 12 | "Baldwin o Super Peixe" "Baldwin the Super Fish"                     | 3 de dezembro de 2010 20 de dezembro de 2010 13 de maio de 2011      | 112                | 2,8                         |
| 13 | "Dançando com o Lobo Peixe" "Dancing with the Wolf Fish"             | 10 de dezembro de 2010 7 de janeiro de 2011 27 de maio de 2011       | 113                | 2,5                         |
| 14 | "O Conto do Cavaleiro Oscar Peixe" "The Tale of Oscar Fish"          | 17 de dezembro de 2010 8 de janeiro de 2011 20 de abril de 2011      | 114                | N/A                         |
| 15 | "Viva Hamsterburgo" "Hooray for Hamsterwood"                         | 17 de dezembro de 2010 9 de janeiro de 2011 14 de abril de 2011      | 115                | N/A                         |
| 16 | "Milo e o Ninja" "Milo Gets a Ninja"                                 | 7 de janeiro de 2011 29 de janeiro de 2011 20 de abril de 2011       | 116                | N/A                         |
| 17 | "O Doente" "Dropsy!"                                                 | 21 de janeiro de 2011 12 de fevereiro de 2011 3 de junho de 2011     | 117                | N/A                         |
| 18 | "Pescando Atenção" "Fishing for Compliments: The Albert Glass Story" | 28 de janeiro de 2011 21 de fevereiro de 2011 10 de junho de 2011    | 118                | N/A                         |
| 19 | "Peixe Grande" "Big Fish"                                            | 4 de fevereiro de 2011 10 de março de 2011 24 de junho de 2011       | 119                | N/A                         |
| 20 | "O Lado Negro do Peixe" "The Dark Side of the Fish"                  | 11 de fevereiro de 2011 28 de fevereiro de 2011 1 de julho de 2011   | 120                | N/A                         |
| 21 | "Dolares Peixe" "Dollars and Fish"                                   | 18 de fevereiro de 2011 25 de março de 2011 15 de julho de 2011      | 121                | 3,7                         |
| 22 | "Alegorias" "Fish Floaters"                                          | 25 de fevereiro de 2011 19 de agosto de 2011                         | 122                | N/A                         |
| 23 | "Peixe Voador" "Flying Fish"                                         | 4 de março de 2011 10 de junho de 2011 19 de agosto de 2011          | 124                | 2,9                         |
| 24 | "Webster" "Two Clams in Love"                                        | 11 de março de 2011 29 de junho de 2011 26 de agosto de 2011         | 125                | 3,0                         |
| 25 | "A Lenda do Peixe-Troll" "The Legend of the Earth Troll"             | 8 de abril de 2011 26 de agosto de 2011                              | 125                | N/A                         |
| 26 | "Parasitas Cerebrais" "Parasite Fight"                               | 29 de abril de 2011 10 de junho de 2011 10 de setembro de 2011       | 126                | 2,2                         |
| 27 | "O Retorno de Pamela Hamster" "Pamela Hamster Returns"               | 13 de maio de 2011 3 de junho de 2011 10 de setembro de 2011         | 127                | 2,1                         |
| 28 | "Fishbowl Motorizada" "Riding in Cars With Fish"                     | 18 de junho de 2011 17 de junho de 2011 19 de setembro de 2011       | 128                | N/A                         |
| 29 | "Big Idea Milo" "Milo's Big Idea"                                    | 18 de junho de 2011 24 de junho de 2011 18 de outubro de 2011        | 129                | N/A                         |
| 30 | "Mascotastrofe" "Mascotastrofe"                                      | 25 de junho de 2011 9 de setembro de 2011 25 de setembro de 2011     | 130                | 3,1                         |
| 31 | "Bom Dia, de Água Doce" "Good Morning, Freshwater"                   | 2 de julho de 2011 16 de setembro de 2011 2 de novembro de 2011      | 131                | N/A                         |
| 32 | "Diário de um Peixe-Adila" "Diary of a Lost Fish"                    | 2 de julho de 2011 23 de setembro de 2011 9 de outubro de 2011       | 132                | N/A                         |
| 34 | "Com Pezpíritu Grande" "We've Got Fish Spirit"                       | 8 de julho de 2011 30 de setembro de 2011 15 de outubro de 2011      | 133                | 3,0                         |
| 35 | "Run Oscar, Executar" "Run, Oscar, Run"                              | 12 de agosto de 2011 4 de novembro de 2011 23 de outubro de 2011     | 135                | 3,5                         |
| 36 | "Fun Fun Popo" "Good Times at Pupu Goodtimes"                        | 19 de agosto de 2011 4 de novembro de 2011 5 de novembro de 2011     | 136                | 3,3                         |
| 37 | "Oscar, Wannabe Real" "Oscar Makes an Impression"                    | 26 de agosto de 2011 11 de novembro de 2011 16 de novembro de 2011   | 137                | 3,2                         |
| 38 | "Peixe School Musical" "Fish School Musical"                         | 23 de setembro de 2011 26 de novembro de 2011 24 de novembro de 2011 | 138                | 2,5                         |
| 39 | "Desconto do Empregado" "Employee Discount"                          | 30 de setembro de 2011 25 de novembro de 2011 14 de dezembro de 2011 | 140                | 3,3                         |
| 40 | "Transportar Halloween" "Halloween Haul"                             | 7 de outubro de 2011 28 de outubro de 2011 29 de outubro de 2011     | 141                | 2,6                         |
| 41 | "O Show de Talentos Peixe" "Fish Talent Show"                        | 26 de outubro de 2011 18 de novembro de 2011 26 de dezembro de 2011  | 142                | 2,7                         |

## 2.ª Temporada: 2011-2013
| #  | #  | Títulos                                                                        | Estreias                                                             | Audiência E.U.A. em milhões | Código de produção |
| -- | -- | ------------------------------------------------------------------------------ | -------------------------------------------------------------------- | --------------------------- | ------------------ |
| 42 | 1  | "O Comercial" "Bea's Commercial"                                               | 4 de novembro de 2011 6 de fevereiro de 2012 7 de abril de 2012      | 201                         | 3,3                |
| 43 | 2  | "Louca por Cabelo" "Hairanoid"                                                 | 4 de novembro de 2011 7 de fevereiro de 2012 7 de abril de 2012      | 202                         | 3,3                |
| 44 | 3  | "Aventuras de Sexta-Feira" "Adventures in Fish-Sitting"                        | 18 de novembro de 2011 8 de fevereiro de 2012 14 de abril de 2012    | 203                         | 2,8                |
| 45 | 4  | "Uma Banda de Vândalos" "Banned Band"                                          | 25 de novembro de 2011 9 de fevereiro de 2012 21 de abril de 2012    | 204                         | 2,2                |
| 46 | 5  | "Feliz Natal, Milo!" "Merry Fishmas, Milo"                                     | 9 de dezembro de 2011 8 de dezembro de 2012 por anunciar             | 205                         | N/A                |
| 47 | 6  | "Milo Foge" "Milo on the Lam"                                                  | 6 de janeiro de 2012 10 de fevereiro de 2012 28 de abril de 2012     | 206                         | 4,4                |
| 48 | 7  | "Quebre Edição" "Break Up Shake Down"                                          | 6 de janeiro de 2012 13 de fevereiro de 2012 28 de setembro de 2013  | 207                         | 4,4                |
| 49 | 8  | "Apenas um Cara Nós" "Just One of the Fish"                                    | 20 de janeiro de 2012 15 de fevereiro de 2012 5 de maio de 2012      | 208                         | 2,3                |
| 50 | 9  | "A Lagosta Yeti" "Rock Lobster Yeti"                                           | 27 de janeiro de 2012 16 de fevereiro de 2012 29 de setembro de 2013 | 209                         | 2,6                |
| 51 | 10 | "O Spoiler" "Spoiler Alert"                                                    | 27 de janeiro de 2012 17 de fevereiro de 2012 por anunciar           | 210                         | 2,6                |
| 52 | 11 | "Boni e Milo vem com Oscar" "Bea Dates Milo"                                   | 10 de fevereiro de 2012 4 de junho de 2012 2 de junho de 2012        | 211                         | 2,2                |
| 53 | 12 | "O Admirador Secreto do Oscar" "Oscar's Secret Admirer"                        | 10 de fevereiro de 2012 14 de fevereiro de 2012 26 de maio de 2012   | 212                         | 2,2                |
| 54 | 13 | "Dezesseis Almejaños" "Sixteen Clamandles"                                     | 24 de fevereiro de 2012 18 de junho de 2012 por anunciar             | 213                         | 2,9                |
| 55 | 14 | "Angelfish E" "Send Me an Angel Fish"                                          | 2 de março de 2012 19 de junho de 2012 16 de junho de 2012           | 214                         | 2,4                |
| 56 | 15 | "Mistério da Feira de Ciências" "Science Fair Detective Mystery"               | 13 de abril de 2012 3 de junho de 2012 por anunciar                  | 215                         | 3,0                |
| 57 | 16 | "Homens Solitários Fora" "Guys' Night Out"                                     | 27 de abril de 2012 20 de junho de 2012 por anunciar                 | 216                         | 2,7                |
| 58 | 17 | "A Fuga da Boni" "Bea Sneaks Out"                                              | 11 de maio de 2012 21 de junho de 2012 por anunciar                  | 217                         | 2,6                |
| 59 | 18 | "A Boni está Ocupada: A Revolução da Máquina" "Busy Bea: Rise of the Machines" | 11 de maio de 2012 22 de junho de 2012 por anunciar                  | 218                         | 2,6                |
| 60 | 19 | "Peixe Sofisticada" "So-fish-ticated"                                          | 1 de junho de 2012 24 de setembro de 2012 por anunciar               | 219                         | 2,4                |
| 61 | 20 | "O Mover do Oscar e Milo" "Milo and Oscar Move In"                             | 8 de junho de 2012 25 de setembro de 2012 por anunciar               | 220                         | 3,0                |
| 62 | 21 | "Oscar é um Jogador Demais" "Oscar is a Playa"                                 | 22 de junho de 2012 26 de setembro de 2012 por anunciar              | 221                         | 3,5                |
| 63 | 22 | "Luz do Sol: Peixe Pequeno" "Little Fish Sunshine"                             | 6 de julho de 2012 27 de setembro de 2012 por anunciar               | 222                         | 2,8                |
| 64 | 23 | "Todas as Barbatanas no Cruzeiro" "All Fins on Deck"                           | 13 de julho de 2012 28 de setembro de 2012 por anunciar              | 223                         | 3,4                |
| 65 | 24 | "Ganhar Peixe, Ho!" "Cattlefish, Ho!"                                          | 13 de julho de 2012 1 de outubro de 2012 por anunciar                | 224                         | 3,4                |
| 66 | 25 | "Dia dos Irmãos" "Brothers' Day"                                               | 20 de julho de 2012 2 de outubro de 2012 por anunciar                | 225                         | 3,0                |
| 67 | 26 | "Boneca Negócios Inacabados" "Unfinished Doll Business"                        | 11 de agosto de 2012 3 de outubro de 2012 por anunciar               | 226                         | N/A                |
| 68 | 27 | "Magia Milo Movimento" "Milo's Magical Shake"                                  | 7 de setembro de 2012 4 de outubro de 2012 por anunciar              | 227                         | 3,0                |
| 69 | 28 | "Picada de Aranha" "Spiders Bite"                                              | 14 de setembro de 2012 26 de março de 2013 por anunciar              | 228                         | 2,4                |
| 70 | 29 | "Boni, A Diretora" "Principal Bea"                                             | 21 de setembro de 2012 25 de março de 2013 por anunciar              | 229                         | 2,5                |
| 71 | 30 | "Peixe no Trabalho" "Fish at Work"                                             | 28 de setembro de 2012 27 de março de 2013 por anunciar              | 230                         | 2,3                |
| 72 | 31 | "Garotas da Escavação de Vampiros" "Chicks Dig Vampires"                       | 5 de outubro de 2012 28 de outubro de 2012 por anunciar              | 231                         | 2,9                |
| 73 | 32 | "Lábios de Peixe Afundam Navios" "Fish Lips Sink Ships"                        | 26 de outubro de 2012 28 de março de 2013 por anunciar               | 232                         | 2,4                |
| 74 | 33 | "Surpresa do Aniversário da Boni" "Bea's Birthday Surprise"                    | 9 de novembro de 2012 29 de março de 2013 por anunciar               | 233                         | 2,6                |
| 75 | 34 | "Obter uma Yob!" "Get a Yob!"                                                  | 9 de novembro de 2012 24 de junho de 2013 por anunciar               | 234                         | 2,6                |
| 76 | 35 | "Parceiro Enrolado Muito Enjoado" "Fuddy Duddy Study Buddy"                    | 30 de novembro de 2012 25 de junho de 2013 por anunciar              | 235                         | 2,1                |
| 77 | 36 | "Flocos de Peixe" "Fish Flakes"                                                | 11 de janeiro de 2013 26 de junho de 2013 por anunciar               | 236                         | 2,9                |
| 78 | 37 | "O Super Game Radical da Avó do Max" "Super Extreme Grandma Games to the Max"  | 18 de janeiro de 2013 27 de junho de 2013 por anunciar               | 237                         | 2,6                |
| 79 | 38 | "História Koi" "Koi Story"                                                     | 15 de fevereiro de 2013 28 de junho de 2013 por anunciar             | 238                         | 2,9                |
| 80 | 39 | "Vendo a Boni Esquiar" "See Bea Ski"                                           | 26 de abril de 2013 1 de julho de 2013 por anunciar                  | 239                         | 2,0                |
| 81 | 40 | "Noite no Loxbury" "Night at the Loxbury"                                      | 26 de abril de 2013 2 de julho de 2013 por anunciar                  | 240                         | 2,0                |
| 82 | 41 | "O Baile de Formatura dos Peixes" "Fish Prom"                                  | 17 de maio de 2013 4 de julho e 5 de julho de 2013 por anunciar      | 241                         | 2,4                |

## 3.ª Temporada: 2013-2014
| #   | #  | Títulos                                                                                 | Estreias                                                      | Código de produção | Audiência Original (em milhões) |
| --- | -- | --------------------------------------------------------------------------------------- | ------------------------------------------------------------- | ------------------ | ------------------------------- |
| 83  | 1  | "Milo vs. Milo" Milo vs. Milo"                                                          | 7 de junho de 2013 7 de outubro de 2013 1 de setembro de 2014 | 301                | 2,9                             |
| 84  | 2  | "A Galinha Não Pode Afundar" Everything but the Chicken Sink"                           | 7 de junho de 2013 8 de outubro de 2013                       | 302                | 2,9                             |
| 85  | 3  | "Ao Vivo no Estágio do Hamsterwood" Live at the Hamsterwood Bowl"                       | 21 de junho de 2013 9 de outubro de 2013                      | 303                | 2,6                             |
| 86  | 4  | "Uma Feira de Caridade Inesquecível" A Charity Fair to Remember"                        | 21 de junho de 2013 10 de outubro de 2013                     | 304                | 2,6                             |
| 87  | 5  | "Tchau Tchau, Boni Boni" Bye Bye Bea Bea"                                               | 5 de julho de 2013 11 de outubro de 2013                      | 305                | 2,0                             |
| 88  | 6  | "Homem de Vidro de Pé" The Glass Man Standing"                                          | 5 de julho de 2013 14 de outubro de 2013                      | 306                | 2,0                             |
| 89  | 7  | "Peixífico Sul" South Pacific"                                                          | 26 de julho de 2013 15 de outubro de 2013                     | 307                | 2,6                             |
| 90  | 8  | "Problemas não Resolvidos" Unresolved Fishues"                                          | 2 de agosto de 2013 16 de outubro de 2013                     | 308                | 2,7                             |
| 91  | 9  | "Água Doce dos Cinco" Freshwater Five-O"                                                | 9 de agosto de 2013 17 de outubro de 2013                     | 309                | 2,9                             |
| 92  | 10 | "Festa na Piscina do Pânico" Pool Party Panic"                                          | 23 de agosto de 2013 30 de janeiro e 31 de janeiro de 2014    | 310                | 3,2                             |
| 93  | 11 | "Laboratório do Amor" Labor of Love"                                                    | 20 de setembro de 2013 13 de janeiro de 2014                  | 311                | 2,3                             |
| 94  | 12 | "Trabalho: Bebês" Assignment: Babies"                                                   | 27 de setembro de 2013 14 de janeiro de 2014                  | 312                | 2,1                             |
| 95  | 13 | "Lar e de Volta Outra Vez" Here and Back Again"                                         | 18 de outubro de 2013 15 de janeiro de 2014                   | 313                | 2,1                             |
| 96  | 14 | "O Pônei do Milo" Milo's Pony"                                                          | 18 de outubro de 2013 16 de janeiro de 2014                   | 314                | 2,1                             |
| 97  | 15 | "Brandon Bolha" The Brandon Bubble"                                                     | 1 de novembro de 2013 17 de janeiro de 2014                   | 315                | 2,3                             |
| 98  | 16 | "Jockenpizza" Jocktopizza"                                                              | 1 de novembro de 2013 27 de janeiro de 2014                   | 316                | 2,3                             |
| 99  | 17 | "Isso é Amor!" Hats Amore!"                                                             | 22 de novembro de 2013 28 de janeiro de 2014                  | 317                | 2,0                             |
| 100 | 18 | "Acampamento Acampamento" Camp Camp"                                                    | 10 de janeiro de 2014 29 de janeiro de 2014                   | 318                | 1,7                             |
| 101 | 19 | "Dia da Alga" Algae Day"                                                                | 24 de janeiro de 2014 7 de julho de 2014                      | 319                | 2,2                             |
| 102 | 20 | "Boni Salva uma Árvore" Bea Saves a Tree"                                               | 24 de janeiro de 2014 7 de julho de 2014                      | 320                | 2,2                             |
| 103 | 21 | "Navegar na Interwet" Surfing the Interwet"                                             | 21 de fevereiro de 2014 8 de julho de 2014                    | 321                | 2,3                             |
| 104 | 22 | "Não Deixe o Peixe Dirigir o Ônibus do Partido" Don't Let the Fish Drive the Party Bus" | 21 de fevereiro de 2014 8 de julho de 2014                    | 322                | 2,3                             |
| 105 | 23 | "Peixe Taco" Fish Taco"                                                                 | 28 de fevereiro de 2014 14 de julho de 2014                   | 323                | 2,2                             |
| 106 | 24 | "Milo em uma Copa" Milo in a Cup"                                                       | 28 de fevereiro de 2014 14 de julho de 2014                   | 324                | 2,2                             |
| 107 | 25 | "Irmãos de uma Pena" Brothers of a Feather"                                             | 7 de março de 2014 21 de julho de 2014                        | 325                | 1,9                             |
| 108 | 26 | "Eu Tenho um Amigo..." I Have this Friend..."                                           | 7 de março de 2014 21 de julho de 2014                        | 326                | 1,9                             |
| 109 | 27 | "Vidas de Água Doce" Freshwater Lives"                                                  | 21 de março de 2014 28 de julho de 2014                       | 327                | 1,8                             |
| 110 | 28 | "O Big de Corteje" The Big Woo"                                                         | 4 de abril de 2014 28 de julho de 2014                        | 328                | 1,9                             |